# 김포 군하리 봉수대
봉수대는 대한민국 경기도 김포시 월곶면 군하리에 있다. 1986년 3월 3일 김포시의 향토유적 제6호로 지정되었다.

## 개요
월곶면 군하리에 소재한 봉수대는 나라의 병란(兵亂)과 사변(事變)때 봉수(烽燧)를 올려 중앙에 알리던 조선시대 봉수대 터이다. 이 봉수대는 당시 군내(郡內)에 설치했던 5개소 중의 하나로서 강화 대모산(大母山) 봉수와 직접 연결되던 중요한 통신 역할을 담당했다.  즉 월곶면의 남산(南山), 대곶면의 수안산(守案山), 검단면의 백석산(白石山), 김포1동의 냉정산(冷 山), 양서의 개화산(開花山)등 5개소의 봉수대가 그물처럼 얽혀 연결하면서 서울 남산으로 경보의 내용을 전달했던 것이다. 단지 직결되던 연락망은 강화 대모산 → 월곶 남산 → 대곶 수안산 → 검단 백석산 → 김포 냉정산 → 양천 개화산 → 서울 목멱산(남산)과 같았다.  당시 이곳에 주둔하던 봉수군은 103명으로서 규모와 역할이 컸던 곳이며 1986년 3월 3일 향토유적 제6호로 지정되었다.